# ЧЕЗ
„Група ЧЕЗ“ (на чешки: Skupina ČEZ, инициалите от České Energetické Závody – Чешки енергийни предприятия), или „ЧЕЗ Груп“ е транснационална енергийна компания в Прага, Чехия.
Занимава се с производство и търговия главно с електроенергия и топлинна енергия, както и с въгледобив.

## История
Компанията е основана през 1992 година със седалище в град Прага, Чехия. Създава корпоративна група, представляваща конгломерат от 96 компании, 72 от които са разположени в Чехия. Има дъщерни дружества в Албания, България, Германия, Полша, Румъния, Словакия, Турция и Унгария. Тя е листвана на Пражката и на Варшавската фондови борси.
„Група ЧЕЗ“ стъпва на българския енергиен пазар в края на 2004 г., като при приватизацията на електроразпределението в страната придобива мажоритарен дял (67%) от 3 електроразпределителни дружества, които впоследствие (2005) се сливат в общото дружество „ЧЕЗ България“ ЕАД. През октомври 2006 г. то закупува 100% от капитала на „ТЕЦ Варна“ ЕАД. Създадени са 3 дъщерни дружества, управлявани от „ЧЕЗ България“.
През януари 2013 година правителството в Албания отнема лиценза на дъщерната компания за работа в страната. През февруари същата година в България протича вълна от протести против енергийните монополи, сред които и ЧЕЗ, за които правителството обявява, че ще отнеме лиценза им за работа.
През февруари 2018 година компанията обявява, че е одобрила продажбата на дяловете си от дружествата си в България на пазарджишката фирма „Инерком България“, собственост на Гинка Върбакова. В България следват политически скандали, оставка на министър Теменужка Петкова, изслушвания в парламента на представители на чешката компания. Постепенно скандалите утихват.
През юли 2018 г. Комисията за защита на конкуренцията публикува решение, с което забранява на Инерком да купи ЧЕЗ България.
През юли 2021 година „ЧЕЗ Груп“ продава дяловете си от дружествата си в България на застрахователната компания „Еврохолд“.
През 2022 година групата си променя името на „Електрохолд България“.